# NEWSru.com
NEWSru.com — це російський новинний сайт, розташований у Москві, вважається критично налаштованим щодо уряду РФ.

## Історія
Спочатку сайт NEWSru.com було запущено 2000 року за адресою ntv.ru. Коли уряд забрав контроль над мережу НТВ 2000 року й мережа стала частиною ВАТ «Газпром Медіа», сайт залишився частиною медіаімперії колишнього власника НТВ, олігарха Володимира Гусинського.
Олена Березницька-Бруні замінила першого головного редактора Ігоря Барчугова 2001 року.
У жовтні 2002 року сайт перенесли на іншу адресу — NEWSru.com, а домен ntv.ru передано телерадіокомпанії за взаємною згодою.
31 травня 2021 року сайт оголосив, що припиняє випуск новин «з економічних причин, але особливо через політичну ситуацію в РФ» але «весь архів за 21 рік роботи» залишився доступним.

## Штаб і команда
NEWSru створено в Москві, але редакційна група та місцезнаходження трималися в таємниці. Мережа мала два іноземні видання: сайт в Ізраїлі, створений у грудні 2005 року (newsru.co.il), та українське видання із центром у Києві, яке було закрито в березні 2017 року.
Головний редактор Ольга Лені визнала, що українське видання отримувало субсидії протягом усіх 10 років свого існування, і сайт ніколи не мав самоокупності. Інші колишні співробітники погодились, що сайт закрили через проукраїнську заяву про конфлікт на Донбасі.

## Проекти
На додаток до основного вебсайту сервіс NEWSru володів низкою спеціальних сайтів новин.
Серед його неіснуючих проектів був 2004.newsru.com, присвячений в режимі реального часу виборам президента Росії в 2004 році.